# Luis Guridi
Luis Guridi García (Madrid, 19 de junio de 1958) es un director de cine español. Fue miembro de La Cuadrilla, junto con Santiago Aguilar Alvear. Entre sus trabajos destacan Justino, un asesino de la tercera edad, Matías, juez de línea o ya en solitario Camera café.

## Biografía
Luis Guridi nació en 1958 en Madrid y es licenciado en Ciencias de la Imagen por la Universidad Complutense de Madrid. En el año 1994 escribe y dirige junto a Santiago Aguilar (bajo el sobrenombre de La Cuadrilla) Justino, un asesino de la tercera edad, por la que reciben 2 Premios Goya de la Academia española de Cine a su protagonista, Saturnino García, como actor revelación y a la mejor dirección novel, así como el premio a la mejor película en el Festival de Cine de Sitges, entre otros. A partir de este primer largometraje, como miembro de La Cuadrilla escribirá y dirigirá otros dos largometrajes hasta completar la trilogía España por la puerta de atrás.
Alterna los trabajos cinematográficos en La Cuadrilla con otros en solitario como la realización publicitaria, con campañas como La canción del verano 2003 y 2004 que obtiene, entre otros, el Premio Ondas 2004 o la campaña del EURO 2001, Premio Europa a la mejor campaña de difusión sobre el euro. También se ha dedicado a la dirección y realización de programas de televisión, entre los que, por su eco mediático, puede destacarse el programa de sketches Camera café, la producción de pequeñas piezas para internet, de entre las que cabe resaltar Los güebones, y la producción de obra gráfica.

## Filmografía

### Cine

#### Largometrajes
- Justino, un asesino de la tercera edad (1994)
- Matías, juez de línea (1996)
- Atilano presidente (1998)

#### Cortometrajes 35 mm (1984-1998)
- Cupido se enamora (1984)
- Un gobernador huracanado (1985)
- Pez... (1985)
- Shh... (1986)
- Tarta tarta hey (1987)
- La hija de Fúmanchú 72 (1990)
- Justino se va de farra (1998)

#### Cortometrajes super 8
- Cerca de 35 cortometrajes rodados en formato super 8 entre los años 1985 y 1990

## Publicidad
Entre los años 1994 y 2006 realiza un buen número de piezas publicitarias para la productora Strange fruit, primero y para la productora Nine to five después. De entre todas ellas, por su relevancia sobresalen:
- 2004 y 2005 - Campaña ONCE; "Canciones del verano" (Las tapitas, la cremita, etc).
- 2001 - Campaña del Euro; La familia García presenta el Euro en España.
- 1995 - Sólido Jeans; Fotomatón para Strange Fruit.
- 2005 - Burgo de Arias; Gente salada. Mercedes Lucuriga reinterpreta a Chenoa.
- 2005 - Campaña Movistar; Campeonato de mus on-line.

## Televisión
- 1993 - Esto se anima. Cámaras ocultas para Antena 3.
- 1994-1995 - Demostraciones para el programa Lo que necesitas es amor (Videomedia) de Antena 3.
- 2000-2002 - Canalone (Videomedia) para el programa Lo + plus de Canal+.
- 2003 - Por fin es viernes (Luc Banana), piezas cortas para Antena 3.
- 2005-2009 - Camera café (Magnolia TV) para Telecinco.
- 2009 - ¡Fibrilando! (Magnolia TV) para Telecinco.
- 2010 - La isla de los nominados para Cuatro

## Internet
- 2002 - Los güebones, por encargo de plus.es.
- 2004 - Cocacola; Marketing viral para la campaña estival.
- 2004 - Jazztel; Marketing Viral para promoción de tarifa plana.

## Libros y publicaciones
Como integrante de La Cuadrilla, se publican tres libros: Uno de guiones y otros dos de carácter autobiográfico del grupo. 
- 2006 - Lo mejor de Camera café. Santillana.

## Obra gráfica
Desde el año 2001 hasta la actualidad, realiza trabajos de encargo de diseño gráfico para varias empresas de publicidad, alternándolos con trabajos de creación propia que expone y presenta en varias galerías y salas en Madrid, Vigo y San Sebastián.

## Premios
Medallas del Círculo de Escritores Cinematográficos
| Año  | Categoría         | Película                               | Resultado |
| ---- | ----------------- | -------------------------------------- | --------- |
| 1994 | Premio revelación | Justino, un asesino de la tercera edad | Ganador   |